# 胆绿素
胆绿素（英語：Biliverdin），又稱膽綠質，是綠色的四吡咯胆汁色素、血紅素分解代谢的產物，也是瘀斑呈現綠色以及鹤鱵等动物骨骼呈现绿色的色素原因。

## 代谢
由（红细胞中的）血红蛋白中的血紅素分解而成。

## 在疾病中的作用
肝病患者血液中的胆绿素含量偏高。胆绿素或胆红素在循环系统和组织的累积造成黄疸。皮肤或巩膜的黄疸是肝衰竭的标志。